# Верены
Верены (укр. Верени) — село в Каменка-Бугской городской общине Львовского района Львовской области Украины.
Население по переписи 2001 года составляло 177 человек. Занимает площадь 0,799 км². Почтовый индекс — 80424. Телефонный код — 3254.